# إيرني هربرت
إيرني هربرت (بالإنجليزية: Ernie Herbert)‏ هو لاعب كرة قاعدة أمريكي، ولد في 30 يناير 1887، وتوفي في 13 يناير 1968 في دالاس في الولايات المتحدة.

## وصلات خارجية
- إيرني هربرت على موقع دوري كرة القاعدة الرئيسي (الإنجليزية)
- إيرني هربرت على موقعبيزبول رفرنس.كوم (الدوري الرئيسي) (الإنجليزية)
- إيرني هربرت على موقعبيزبول رفرنس.كوم (الدوري الثانوي) (الإنجليزية)